# Xiao, Suzhou
Xiao är ett härad i Suzhous stad på prefekturnivå i provinsen Anhui i östra Kina.
Xiao är indelat i 18 köpingar, fem socknar och en administrativ enhet på sockennivå.
Köpingar (zhen):

- Baitu (白土镇)
- Datun (大屯镇)
- Dingli (丁里镇)
- Dulou (杜楼镇)
- Guanqiao (官桥镇)
- Huangkou (黄口镇)
- Liutao (刘套镇)
- Longcheng (龙城镇)
- Majing (马井镇)
- Qinglongji (青龙集镇)
- Wangzhai (王寨镇)
- Xinzhuang (新庄镇)
- Yanglou (杨楼镇)
- Yanji (闫集镇)
- Yonggu (永堌镇)
- Zhangzhuangzhai (张庄寨镇)
- Zhaozhuang (赵庄镇)
- Zulou (祖楼镇)

Socknar (xiang):

- Jiudian (酒店乡)
- Shengquan (圣泉乡)
- Shinlin (石林乡)
- Sunxuzi (孙圩子乡)
- Zhuangli (庄里乡)

Område på sockennivå:
- Xiaoxian Jingji Kaifaqu ekonomisk utvecklingszon (萧县经济开发区)